# Aquiles Priester
Aquiles Priester (* 25. června 1971 Outjo, Namibie) je brazilský metalový bubeník, nejznámější pro své působení ve skupinách Angra, Primal Fear a DragonForce. Od roku 2017 hraje v heavy-glammetalové skupině W.A.S.P.

## Život
Aquiles se narodil ve městě Outjo v Namibii brazilským rodičům. Když bylo Aquilesovi 6 let, tak se rodina přestěhovala do Brazílie. Když mu bylo 14 let, tak zúčastnil prvního ročníku festivalu Rock in Rio, poté se rozhodl, že chce být hudebníkem. Začal trénovat na plechovky a postupně si postavil soupravu z snareu, tomu (který si půjčil ze školy), basového bubnu, hi-hatu a činelu, který si pověsil na střechu.
Později ho naverbovala freestyle-jamovací kapela Stylo Livre. Priester měl v nadcházejících letech potíže, ale nakonec našel úspěch s metalovými outfity po celé Brazílii a nakonec dostal šanci zúčastnit se konkurzu na bubeníka skupiny Angra v roce 2000. Ve skupině byl až do roku 2007, kdy si skupina dala pauzu, a začátkem roku 2008 odešel, aby se věnoval vlastním projektům.
V roce 2010 se zúčastnil konkurzu do skupiny Dream Theater, nakonec místo získal Mike Mangini.
V září 2014 byl Priester oznámen jako nový bubeník skupiny Primal Fear, po 9 měsících skupinu nakonec opustil.
Aquiles se v roce 2017 připojil k heavy-glammetalové skupině W.A.S.P.
V roce 2020 byl hostujícím členem skupiny DragonForce na severoamerickém turné.

## Vybavení
Aquiles používa bicí Mapex, činely Paiste, blány Evans, paličky Pro-Mark a stojany Gibraltar.